# ساری‌کایا (بسنی)
ساری‌کایا (به ترکی استانبولی: Sarıkaya) یک منطقهٔ مسکونی در ترکیه است که در بسنی واقع شده‌است.